# Subscrancia nigra
Subscrancia nigra är en fjärilsart som beskrevs av Aurivillius 1905. Subscrancia nigra ingår i släktet Subscrancia och familjen tandspinnare. Inga underarter finns listade i Catalogue of Life.